# Proclo
Proclo Lício (em latim: Proclus Lycaeus; Constantinopla, 8 de fevereiro de 412 — 17 de abril de 485), chamado de Proclo Diádoco ("Sucessor"; em grego: Πρόκλος ὁ Διάδοχος, transl. Próklos ho Diádokhos), foi um filósofo neoplatônico grego do século V. Teve o mérito de desenvolver a corrente de pensamento baseada em Platão, iniciada por Plotino e depois expandida por Porfírio e Jâmblico. Proclo combina os seus próprios pontos-de-vista com os de seus mestres - Plutarco, Siriano de Alexandria, Porfírio e Jâmblico.

## Biografia
Proclo nasceu em Constantinopla, de uma próspera família da Lícia na cidade de Xanto. Seu pai, Patrício, era um advogado e estava em atividade na época, mas retornou depois para Xanto onde Proclo recebeu sua educação básica. Sabe-se que seus pais eram pagãos convictos (Marino de Neápolis os descreve como "de virtude excepcional") de modo que é interessante como Partrício operava durante o império de Teodósio II.
De Xanto, Proclo se mudou para a Alexandria onde seus estudos foram conduzidos pelo retórico Leonas, que o recebeu e o tratou como um filho. Através de Leonas, Proclo foi apresentado para os mais distintos mestres da Alexandria, que logo ficaram cativados por sua habilidade, caráter e modelos. Ele estudou gramática com Órion, depois aprendeu latim para, como seu pai, dedicar-se ao estudo da jurisprudência. Leonas precisou fazer uma viagem para Bizâncio e levou o jovem Proclo, de modo que este continuou seus estudos, mas ao voltar para Alexandria Proclo abandonou a retórica e a legislação para dedicar-se à filosofia da qual seu instrutor foi Olimpiodoro, o Velho. Ele também aprendeu matemática com Heron.
Seja pela confusão de suas doutrinas ou pela indistinção de seu modo de ensiná-las, Olimpiodoro raramente era compreendido por seus discípulos, porém Proclo, graças ao seu grande poder de memorização e compreensão, se tornou capaz de repetir todas as aulas aos seus colegas ao final de cada aula, quase que palavra por palavra, de acordo com Marino de Neápolis, Proclo sabia de cor todos os tratados filosóficos de Aristóteles. Olimpiodoro ficou tão impressionado com os feitos de Proclo, que concedeu a ele a mão de sua própria filha.

## Obra
Sua obra pode ser dividida em duas partes. Na primeira parte estão os seus Memoranda ou comentários sobre o pensamento platônico, o primeiro deles escrito quando Proclo tinha 28 anos. Dizem respeito aos diálogos platônicos - A República, Timeu, Alcibíades, Parmênides e Crátilo. Nesses trabalhos, Proclo analisa e reafirma o pensamento de Platão, que, na época, era muitas vezes mal interpretado.
A segunda parte é de conteúdo teológico, destacando-se os seis livros que constituem a Theologia Platonica, Chrestomatheia, Hymni, Epigrammata e outros. Em razão da perseguição cristã, o conhecimento da religião grega estava fadado ao desaparecimento. Proclo ensinou o simbolismo dos mitos gregos e analisou-os com grande cuidado e sabedoria. Afirmou, por exemplo, que nos mitos gregos o "casamento é a união indivisível de forças criativas".
Homem de grande cultura, Proclo era também fascinado pela ciência, particularmente pela astronomia. Sua obra Hypotyposis é uma introdução às teorias astronômicas de Hiparco e Ptolomeu, na qual descreve a teoria matemática dos planetas baseada nos epiciclos e nos excêntricos.
Escreveu também um comentário ao primeiro livro dos Elementos de Euclides, uma fonte essencial sobre a história da matemática grega.
Até o fim do quinto século Porfírio, Jâmblico e Proclos continuaram a obra de Plotino, à qual incorporaram outros elementos especificamente religiosos, como uma teoria de anjos, algumas práticas rituais ligadas à magia, e seguindo o mestre, Platão, uma teoria da reencarnação. Sabe-se que as ideias de Plotino foram transmitidas ao Cristianismo graças à influência de Proclo, ao expor os escritos do Pseudo-Dionísio, o Areopagita - textos constituintes do misticismo cristão, que foram inicialmente atribuídos a um ateniense convertido por Paulo de Tarso. A ideia do êxtase, que une a criatura ao criador, é essencialmente a mesma ideia plotiniana da união da alma com o Uno.